# Rodolfo Magaña Cerda
Coronel Rodolfo Magaña Cerda fue un militar mexicano que participó en la Revolución mexicana. Nació en Zamora, Michoacán, en 1892, hijo de Celso Magaña Caballero y de Columba Cerda. Participó en la lucha contra Porfirio Díaz desde el año de 1911; en marzo de ese año firmante del Plan Político-Social, con el que la zona central del país se sumaba a la lucha en la Revolución mexicana y exponía sus problemas sociopolíticos. Militó, al igual que sus hermanos Gilbardo Magaña Cerda, Octavio Magaña Cerda y Melchor Magaña Cerda en las filas zapatistas del Ejército Libertador del Sur. Murió en la Ciudad de México, en 1925.